# ميليتيلو في فال دي كاتانيا
ميليتيلو (بالإيطالية: Militello)‏ هي بلدة تقع في مقاطعة كاتانيا في صقلية في إيطاليا .

## السكان
في سنة 1861 بلغ عدد السكان 9٬752 نسمة، وتطور العدد ليصل في سنة 2011 لـ 7٬807 نسمة.
يظهر هذا المخطط البياني تطور النمو السكاني لـ ميليتيلو في فال دي كاتانيا